# Kadanovci
Kadanovci falu Horvátországban, Pozsega-Szlavónia megyében. Közigazgatásilag Pleterniceszentmiklóshoz tartozik.

## Fekvése
Pozsegától légvonalban 14, közúton 16 km-re délkeletre, községközpontjától 4 km-re délkeletre, a Dilj-hegység nyugati lejtői alatt, a Gnojnica-patak jobb partján fekszik.

## Története
A települést minden bizonnyal már a középkorban is létezett, de mivel akkori neve nem ismert nem azonosítható be a középkori településnevekkel. Az 1545-ös török defter a gnojnicai náhije részeként említi. 1698-ban „Cadanovczi” néven 8 portával szerepel a török uralom alól felszabadított szlavóniai települések összeírásában. 1702-ben 13, 1758-ban 23 ház állt a településen.
Az első katonai felmérés térképén „Dorf Kadanovczi” néven található. Lipszky János 1808-ban Budán kiadott repertóriumában „Kadanovczy” néven szerepel. Nagy Lajos 1829-ben kiadott művében „Kadanovczi” néven összesen 11 házzal, 98 katolikus vallású lakossal találjuk. A 19. század végén és a 20. század elején Morvaországból cseh anyanyelvű lakosság telepedett ide, akik később beolvadtak a horvát lakosságba.
A településnek 1857-ben 95, 1910-ben 195 lakosa volt. 1910-ben a népszámlálás adatai szerint lakosságának 65%-a horvát, 30%-a cseh anyanyelvű volt. Pozsega vármegye Pozsegai járásának része volt. Az első világháború után 1918-ban az új szerb-horvát-szlovén állam, majd később (1929-ben) Jugoszlávia része lett. 1991-től a független Horvátországhoz tartozik. 1991-ben lakosságának 99%-a horvát nemzetiségű volt. A településnek 2011-ben 213 lakosa volt. A faluban templom és kultúrház áll.

## Lakossága
| Lakosság változása | Lakosság változása | Lakosság változása | Lakosság változása | Lakosság változása | Lakosság változása | Lakosság változása | Lakosság változása | Lakosság változása | Lakosság változása | Lakosság változása | Lakosság változása | Lakosság változása | Lakosság változása | Lakosság változása | Lakosság változása |
| ------------------ | ------------------ | ------------------ | ------------------ | ------------------ | ------------------ | ------------------ | ------------------ | ------------------ | ------------------ | ------------------ | ------------------ | ------------------ | ------------------ | ------------------ | ------------------ |
| 1857               | 1869               | 1880               | 1890               | 1900               | 1910               | 1921               | 1931               | 1948               | 1953               | 1961               | 1971               | 1981               | 1991               | 2001               | 2011               |
| 95                 | 72                 | 60                 | 98                 | 168                | 195                | 184                | 196                | 242                | 223                | 219                | 206                | 196                | 202                | 219                | 213                |

## Nevezetességei
Szent Fábián és Sebestyén vértanúk tiszteletére szentelt római katolikus temploma. A pleterniceszentmiklósi plébánia filiája.